# Su-Szín
Su-Szín (vagy Su-Szuen, sumer 𒋗𒀭𒂗𒋜 šu-den.su4, „Szín isten keze”, akkádul Gimil-Szín) a III. uri dinasztia negyedik uralkodója (középső kronológia: i. e. 2037 – i. e. 2029), Sulgi fia volt. Testvérét, Amar-Színt követte a trónon. Utóda fia, Ibbí-Szín.
A fokozódó külső veszély miatt harcokat kellett folytatnia a birodalom védelmében. Északnyugaton a hurrikkal sikerült megállapodást kötnie, – egyik hadvezére uralkodása harmadik évében a Ninuát uraló Tisatal hurri királlyal diplomáciai kapcsolatot létesített – de a részükről fenyegető veszélyt nem sikerült teljesen elhárítania. Idejében a legnagyobb veszélyt a nyugatról támadó amurrúk (sumerül: martuk) jelentették. Ellenük Szippartól északra – meghosszabbítva Sulgi falát – 275 km hosszú falat épített. A fal feltehetően az Eufrátesztől indultt Umm-Rausnál, a mai Habbaníja közelében és Számarra magasságában érte el a Tigris folyót, majd azon túl a Dijála folyótól északra folytatódott. De csak rövid időre sikerült ezzel a problémát megoldania.

## Évnevei
1. mu us2-sa en-dnanna kar-zi-daki-ka ba-ḫun (azon év utáni év, amikor Nanna karzidai en-papnője hivatalba lépett)
mu dšu-den.zu lugal-am3 (amikor Su-Szín király lett)
2. mu us2-sa dšu-den.zu lugal (Su-Szín királlyá válása utáni év)
mu dšu-den.zu lugal ur2-iki-ma-ke4 ma2 dara3-abzu den-ki in-dim2/mu-du8 (amikor Su-Szín az „Abzu kecskéje” nevű hajót építette Enkinek)
3. mu us2-sa ma2 dara3-abzu den-ki ba-ab-du8/ba-dim2 (Enki hajójának építése utáni év)
mu dšu-den.zu lugal ur2-iki-ma-ke4 si-ma-num2ki mu-ḫul (az év, amelyben Su-Szín, Ur királya elpusztította Szimanúm városát)
4. mu us2-sa dšu-den.zu lugal ur2-iki-ma-ke4 si-ma-num2ki mu-ḫul (Szimanúm elpusztítása utáni év)
mu dšu-den.zu lugal ur2-iki-ma-ke4 bad3 mar-tu mu-ri-iq ti-id-ni-im mu-du3 (az év, amelyben megépült a martu-fal [amurrú fal, muriq tidnim])
5. mu us2-sa dšu-den.zu lugal ur2-iki-ma-ke4 bad3 mar-tu mu-ri-iq ti-id-ni-im mu-du3 (azon év után következő év, amelyben Su-Szín a martu-falat megépítette)
6. mu us2-sa dšu-den.zu lugal ur2-iki-ma-ke4 bad3 mar-tu mu-ri-iq ti-id-ni-im mu-du3 mu us2-sa-a-bi (a második év a martu-fal építése után)
mu dšu-den.zu lugal ur2-iki-ma-ke4 na-ru2-a maḫ den-lil2 dnin-lil2-ra mu-ne-du3 (amikor Su-Szín pompás sztélét állított Urban Enlilnek és Ninlilnek)
7. mu us2-sa dšu-den.zu lugal-e na-ru2-a maḫ mu-du3 (azon év utáni év, amikor Su-Szín pompás sztélét állított)
mu dšu-den.zu lugal ur2-iki-ma-ke4 lugal an ub-da4-ba ma-da za-ab-ša-liki mu-ḫul (amikor Su-Szín, Ur királya, a négy világtáj ura szétzúzta Zabsali városát)
8. mu us2-sa ma-da za-ab-ša-liki ba-ḫul (Zabsali legyőzését követő év)
mu dšu-den.zu lugal ur2-iki-ma-ke4 ma2-gur8 maḫ den-lil2 dnin-lil2-ra mu-ne-dim2 (amikor Su-Szín pompás hajót készíttetett Enlilnek és Ninlilnek)
9. mu us2-sa dšu-den.zu lugal ur2-iki-ma-ke4 ma2-gur8 maḫ den-lil2 dnin-lil2-ra mu-ne-dim2 (a pompás hajó építését követő év)
mu dšu-den.zu lugal ur2-iki-ma-ke4 e2-dšara2 ummaki-ka mu-du3 (amikor Su-Szín templomot épített Ummában Sara istennek)